# Božidar Medvid
Don Božidar Medvid (Jelsa, 2. ožujka 1924. – Jelsa, 13. travnja 2015.), hrvatski katolički svećenik, kanonik Stolnoga kaptola u Hvaru, prevoditelj, publicist, javni i kulturni djelatnik. Jednim je od začetnika katoličke karizmatske obnove u Hrvatskoj.

## Životopis
Rodio se u Jelsi na otoku Hvaru 1924. godine. Srednju je školu pohađao u Dubrovniku gdje je maturirao na klasičnoj gimnaziji. Bogoslovlje je studirao u Sarajevu, Zagrebu i završio u Splitu. 
Za svećenika je zaređen u Hvaru 7. travnja 1947. godine, u samostanskoj crkvi sestara benediktinki. Mladu je misu služio na Bijelu nedjelju u Vinkovcima. Župa gdje je prvo službovao bila je na njegovom rodnom Hvaru, u Gdinju. Ondje je bio župnik pet godina.
Medvid je i tijekom svoje pastoralne službe progonjen od jugoslavenske komunističke vlasti. Godine 1952. prvi put je osuđen na zatvorsku kaznu od 18 mjeseci. Osuđen je na sudu u Starom Gradu s obrazloženjem da je "djecu odgajao tako da danas-sutra ne bi mogli biti pravi članovi socijalističkog društva". Kaznu je odslužio u Staroj Gradišci. Poslije robije bio je kapelanom u rodnoj Jelsi gdje se vlastima zamjerio zbog stvari koje je rekao u propovijedi na mladoj misi don Ivice Eterovića 1957. godine u Pučišćima, te je osuđen na četiri mjeseca zatvorske kazne, a kaznu je izdržao u Trogiru. Nakon toga promijenio je nekoliko župa: Pitve (1956. – 1961.), Vrisnik (1960. – 1961.), Svirče (1961. – 1970.) i Jelsa (1967. – 2000.). Od 2000. godine bio je u mirovini.
Za vrijeme Domovinskog rata angažirao se u humanitarnom radu preko Caritasa. Uz pomoć biskupija iz Coma i Bolzana, te nizozemskih humanitarnih djelatnika skrbio je za brojne socijalno ugrožene osobe.
Tijekom župničke službe mnogo je pridonio očuvanju i obnovi župskih vjerskih objekata. 

### Karizmatski i publicistički rad
Medvid je promicao katoličku karizmatsku obnovu. 1970-ih je pokrenuo glasilo jelšanske župe Majčin glas. Nešto poslije pokrenuo je zajedno s Josipom Marcelićem iz Splita nakladničku knjižnicu Duh i voda koja je do 2003. godine objavila 54 knjige i 35 knjižica džepnog formata. Uz petoricu suradnika preveo je s talijanskog i francuskog jezika niz djela mističarke Marije Valtorte i njezinu autobiografiju. Prevodio je i spise drugih mističarki, poput Barbare Leahy Shlemon, Vassule Ryden, Cataline Rivas i Debore Marasco.
Don Božidar Medvid bio je prvi koji je tiskao knjige o ukazanjima Gospe u Međugorju, Tisuću susreta s Gospom i Međugorje blagoslovljena zemlja.
Godine 1986., zajedno s Josipom Marcelićem, uredio je i objavio pjesmaricu duhovnih popijevaka Svi slavimo Gospodina.

### Smrt
Don Božidar Medvid umro je u Jelsi 13. travnja 2015. godine. Zahvalno misno slavlje slavljeno je u zajedničkom domu župne zajednice, župnoj crkvi Uznesenja Blažene Djevice Marije u Jelsi 15. travnja, a ispraćaj pokojnika na gradskom groblju Jelsa. Misno slavlje predvodio je biskup Slobodan Štambuk u zajedništvu sa svećenicima Hvarske biskupije.

## Nagrade i priznanja
- 2003. Nagrada za životno djelo Splitsko-dalmatinske županije[4]

## Baština i spomen
Od pojave knjižnice Duh i voda knjige iz tog niza bile su, i danas su otkrivenjem za bolje upoznavanje izljeva Duha Svetoga u današnjem vremenu, kako preko kretanja u Katoličkoj Crkvi, tako i preko osoba obdarenih karizmama. Do njegova rada u Hrvatskoj, mnoštvu vjernika jedini poznati karizmatici bili su biblijski karizmatici. Zahvaljujući Božidaru Medvidu i ocu Josipu Marceliću, u Hrvatsku su došli veliki karizmatici Dario Betancourt, sestra Briege McKenna, Emiliano Tardif, Vassula Ryden i ini.
U spomen na Božidara Medvida godine 2015. redatelj Petar Jurčević snimio je dokumentarni film Zaljubljen u Isusa - don Božidar Medvid.

## Vanjske poveznice
Mrežna mjesta
- Damir Šarac, Razgovor: Don Božidar Medvid, jelšanski župnik pred povlačenje u mirovinu: Bilo je divno služiti Bogu i njegovu narodu, Slobodna Dalmacija, 9. kolovoza 2000.
- Kolumbijski "kornatski slučaj", čudesan povratak u život
- Božidar Medvid na WorldCat-u
- Duhovni dnevnik  Arhivirana inačica izvorne stranice od 15. travnja 2013. (Wayback Machine) Božidar Medvid: Da počujem što Duh sveti poručuje crkvama
- Hardomilje  Arhivirana inačica izvorne stranice od 10. kolovoza 2011. (Wayback Machine) Moja javna ispovijed (sadrži anegdotu s don Medvidom)